# Enos myrtea
Enos myrtea is een vlinder uit de familie van de Lycaenidae. De wetenschappelijke naam van de soort werd als Thecla myrtea in 1867 gepubliceerd door William Chapman Hewitson.